# Randall Cunningham (football américain)
Pour les articles homonymes, voir Cunningham.
College Football Hall of Fame 2016
(en) Statistiques sur pro-football-reference
Randall Cunningham est un joueur américain de football américain, né le 27 mars 1963 à Santa Barbara (Californie), qui évoluait au poste de quarterback.

## Biographie

### Carrière universitaire
Il fait sa carrière universitaire dans l'équipe des Rebels d'UNLV à l'université du Nevada à Las Vegas.

### Carrière professionnelle
Il est drafté au 2e tour en 1985 par les Eagles de Philadelphie. Il effectue l'essentiel de sa carrière avec les Eagles.
Randall Cunningham a disputé 166 matchs de NFL, cumulant 29 979 yards à la passe pour 207 touchdowns, et 4 928 yards à la course pour 35 touchdowns. Il dépasse cinq fois les 3 000 yards à la passe en une saison.

## Vie privée
Ses deux enfants, Vashti Cunningham et Randall Cunningham Junior sont des athlètes spécialistes du saut en hauteur. Vashti détient actuellement record du monde junior en salle avec 1,99 m. Randall a un record personnel à 2,26 m.

## Palmarès

### Universitaire
- 1983 : 6e en NCAA à la passe
- 1984 : 5e en NCAA à la passe

### NFL
- Pro Bowl : 1988, 1989, 1990, 1998
- Pro Bowl MVP en 1988